# Steinwandklamm

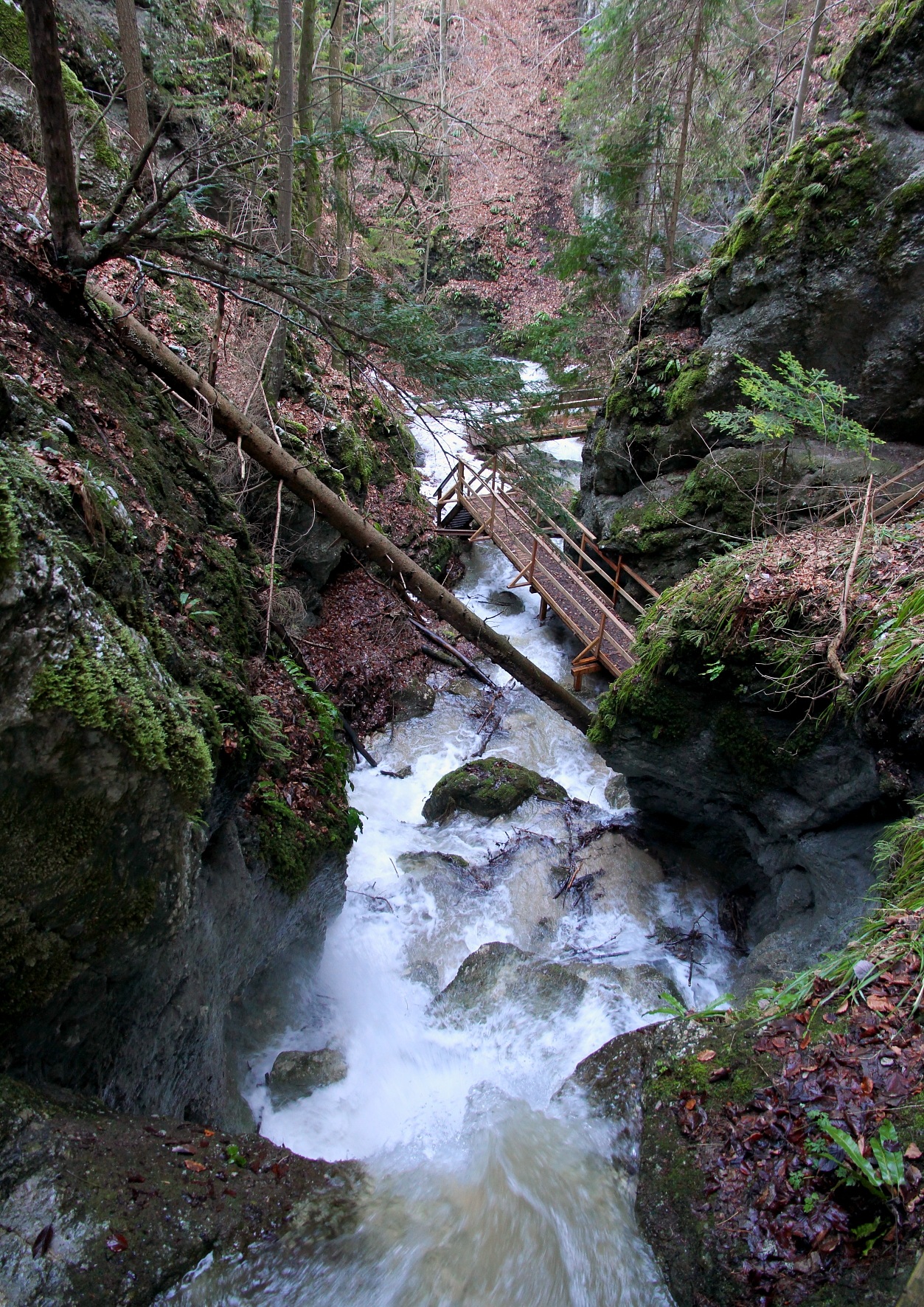
Die Steinwandklamm im Mittelbereich

Die Steinwandklamm ist eine Klamm nahe Weißenbach an der Triesting in Niederösterreich an der Gemeindegrenze zwischen Furth an der Triesting und Muggendorf, die 1884 touristisch erschlossen wurde. An der südseitigen Klammwand befinden sich nebeneinander mehrere kleinere Durchgangshöhlen, wobei die größte als Wildschützenloch bezeichnet wird, und die westlich, etwas höher gelegene, als „Türkenloch“. Sie ist eine Durchgangshöhle mit rund 20 Meter Länge. Die Höhlen sind durch den Rudolf-Decker-Steig zugänglich und begehbar. Sie wurde 1997 zum Naturdenkmal (Listeneintrag) erklärt.

## Klamm
Die Klamm wird von einem Bach, dessen Quellgebiet der Almesbrunnberg (1079 m) ist, durchflossen.
1884 wurde die Klamm durch den Österreichischen Touristenklub (ÖTK) für Besucher zugänglich gemacht und am 8. Juni selben Jahres, unter Teilnahme von mehr als 600 aus Wien angereisten Gästen, eröffnet.
Der untere Einstieg der Klamm befindet sich auf einer Höhe von rund 550 Meter im hintersten Steinwandgraben bei der Jausenstation Reischer (Gemeinde Furth). Nach etwa einem halben Kilometer befindet sich linksseitig der Einstieg zum Rudolf-Decker-Steig. Nach rund weiteren 150 Meter, am Ende der Klamm, führt der Hauptweg – links abzweigend – zum Türkenloch hoch. Folgt man jedoch dem Bach, so kommt man zur Klause und in weiterer Folge nach Berg auf einer Höhe von 795 Meter. Nach dem Türkenloch, einer rund 20 Meter langen Durchgangshöhle, folgt eine etwas steilere Felspassage mit Drahtseilsicherung. Der Ausstieg erfolgt auf einer Hochfläche mit einer Höhe von rund 750 Meter. Über einen Waldweg, der zuletzt kurz absteigend ist, gelangt man zum Kreuthsattel (Gasthaus Jagasitz, 710 m). Von dort kann man über einen Wanderweg oder eine Forststraße zurück zum Ausgangspunkt wandern oder nach Muggendorf zu den Myrafällen.
Bis Ende 2010 betreute der ÖTK, Sektion Triestingtal, die Klamm, anschließend übernahm die Betreuung Franz Singer mit Unterstützung der Gemeinde Furth und des Landes Niederösterreich.

## Rudolf-Decker-Steig

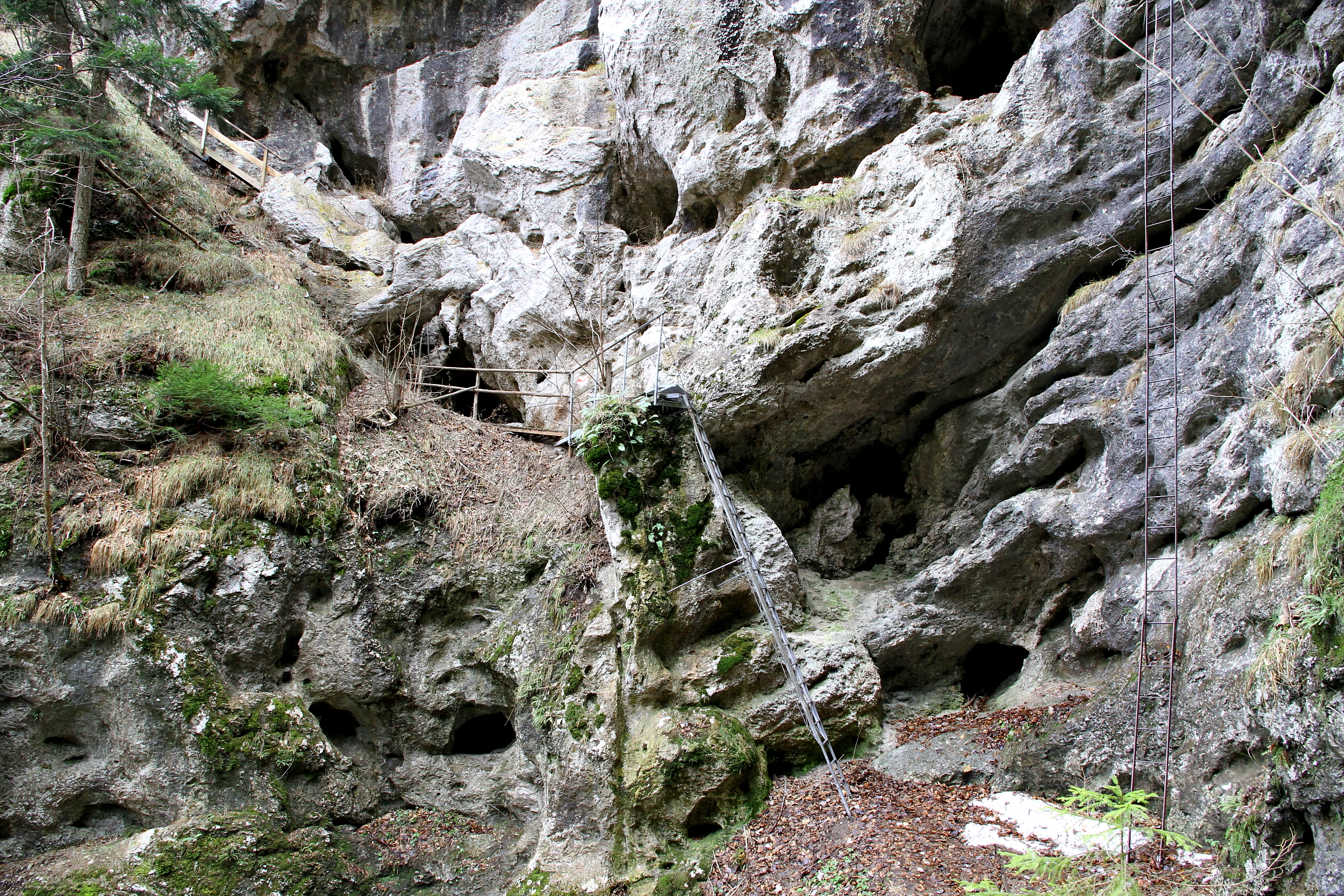
Rudolf-Decker-Steig im Bereich des Wildschützenloches. Rechts die steile, lange Leiter direkt zum Wildschützenloch aus dem Jahr 1927 und Bildmitte die Leiter der 1983 errichteten Umgehung.

Die Steiganlage mit einem Höhenunterschied von rund 150 Meter und einer Schwierigkeitsstufe A/B wurde 1927 vom ÖTK durch das Felsgelände, das die Steinwandklamm südlich begrenzt, errichtet.
Der untere Steigeinstieg befindet sich rund 500 Meter nach dem unteren Klammeingang an der linken Seite auf einer Höhe von rund 620 Meter. Relativ knapp danach erreicht man eine kleine Felsstufe, wo man über eine rund 15 Meter lange, annähernd senkrechte Eisenleiter zu der Durchgangshöhle Wildschützenloch gelangt (Schwierigkeitsstufe B). 1983 wurde eine Alternative errichtet, so dass diese Stelle mit einer rund halb so langen Leiter umgangen werden kann (Schwierigkeitsstufe A/B). Anschließend führt der Steig über eine kleine Höhle und einen Spalt (Schwierigkeitsstufe A/B) hinüber zum Türkenloch.

## Türkenloch

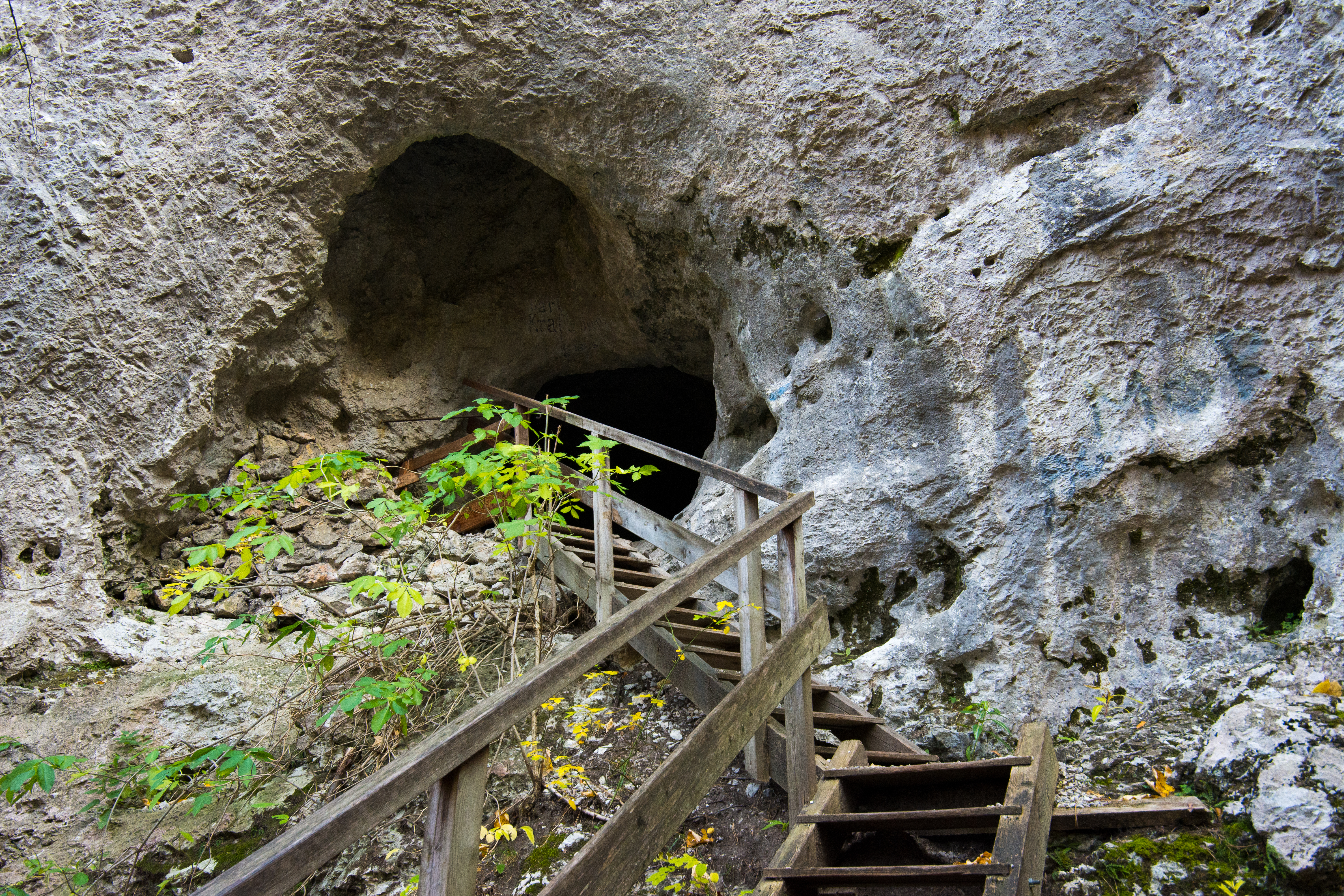
Unterer Eingang des Türkenlochs

Der Name dieser Durchgangshöhle ist von einem schaurigen Ereignis abgeleitet, das sich zur Zeit der Türkenbelagerung 1683 abgespielt haben soll. Angeblich haben Ansässige sich in der Höhle vor den Türken versteckt. Der aufsteigende Rauch von Kochfeuer soll sie jedoch verraten haben. Sie wurden dadurch von den Türken entdeckt, verschleppt oder getötet. Archäologische Grabungen im Jahr 1981 bargen Münzen, Tonscherben sowie Knochen und sollen diese geschichtliche Überlieferung bestätigen.